# Julie Bishop
Julie Bishop (ur. 17 lipca 1956 w Lobethal)  – australijska polityk, w latach 2003–2007 członkini gabinetu Johna Howarda, od 2007 wicelider Liberalnej Partii Australii, w latach 2007–2013 wicelider opozycji. Od 18 września 2013 do 24 sierpnia 2018 była ministrem spraw zagranicznych Australii. Uhonorowana tytułem Barbie Shero, jako kobieta wzór dla dziewcząt.

## Edukacja i praca zawodowa
Julie Bishop urodziła się w 1956 w Lobethal w Australii Południowej. Uczęszczała do szkoły podstawowej Basket Range Primary School oraz średniej St Peter’s Girls’ School. W 1978 ukończyła prawo na Uniwersytecie w Adelajdzie. W 1996 kształciła się w dziedziny zarządzania na Harvard Business School w Bostonie.
Po studiach pracowała w kancelarii prawniczej w Adelaide. W 1983 przeniosła się do Perth, gdzie do 1998 pracowała jako prawnik w firmie Clayton Utz, specjalizując w prawie handlowym. W 1994 objęła stanowisko dyrektora zarządzającego oddziału tej firmy w Perth. W tym czasie reprezentowała ją na konferencjach prawniczych w Bostonie, Waszyngtonie, Meksyku, Amsterdamie, Wiedniu, Santiago, Kuala Lumpur i Sydney.

## Działalność polityczna
W latach 1993–1996 była liderem regionalnych struktur Partii Liberalnej w Perth. Od 1997 do 1998 pełniła funkcję wiceprzewodniczącej partii. W 1998 została wybrana delegatem na Konwencję Konstytucyjną w Canberze, dotyczącą przekształcenia Australii w republikę. Kilka miesięcy później uzyskała poparcie Partii Liberalnej w wyborach parlamentarnych. W wyborach w październiku 1998 zdobyła mandat do Izby Reprezentantów w okręgu Curtin w Australii Zachodniej. W wyborach parlamentarnych w 2001, 2004, 2007 oraz 2010 odnawiała mandat deputowanej.
W 2000 oraz w 2002 była obserwatorem z ramienia Wspólnoty Narodów w czasie wyborów parlamentarnych i prezydenckich w Zimbabwe.
Od 7 października 2003 do 27 stycznia 2006 zajmowała stanowiska ministra ds. osób starszych w rządzie premiera Johna Howarda. Następnie, od 27 stycznia 2006 do 3 grudnia 2007 pełniła w jego gabinecie urząd ministra edukacji, nauki i szkoleń oraz ministra ds. kobiet.
Po przegranej Partii Liberalnej w wyborach w 2007, 29 listopada 2007 została wiceliderem partii, a 6 grudnia wiceliderem opozycji w parlamencie. W gabinecie cieni pełniła funkcję ministra ds. zatrudnienia, biznesu i stosunków w miejscu pracy (od 6 grudnia 2007 do 22 września 2008), ministra skarbu (od 22 września 2008 do 16 lutego 2009) oraz ministra spraw zagranicznych (od 16 lutego 2009).
Po powrocie LPA do władzy we wrześniu 2013 objęła tekę szefowej australijskiej dyplomacji. Zachowała ten urząd również po tym, jak Tony’ego Abbotta zastąpił na stanowisku premiera Malcolm Turnbull.
Julie Bishop jest członkiem Australian Institute of Management (Australijski Instytut Zarządzania). Wchodziła w skład różnych instytucji i organizacji; była przewodniczącą Trybunału Apelacyjnego ds. Planowania Miejskiego w Australii Zachodniej (1994-1998), członkiem senatu Murdoch University, dyrektorem Special Broadcasting Service (publicznego nadawcy radiowo-telewizyjnego w Australii), członkiem Komitetu Rozwoju Gospodarczego Australii (CEDA WA), wiceprzewodniczącą fundacji Western Australian Museum Foundation.